# Judo ai XV Giochi paralimpici estivi

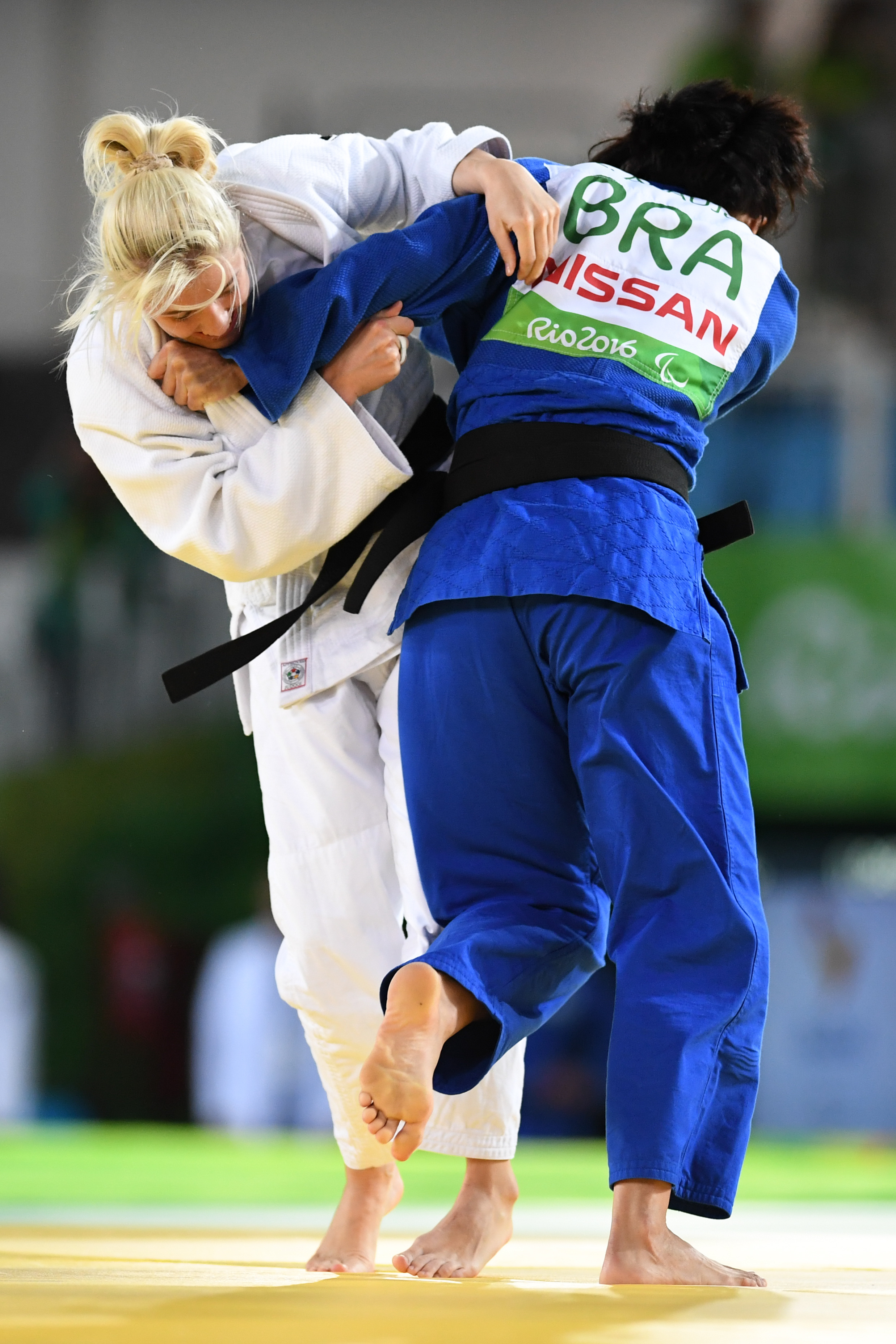
Lucia Araújo contro Inna Cherniak durante la finale nella competizione sotto i 57 kg.

Le gare di Judo ai XV Giochi paralimpici estivi si sono svolte tra l'8 e il 10 settembre 2016 presso l'Arena Carioca 3. Vi hanno preso parte 132 atleti provenienti da 10 nazioni.

## Formato
La classificazione degli atleti, in base al tipo di disabilità visiva, era la seguente:
- B1, per atleti ciechi, capaci di distinguere sorgenti luminose ma senza possibilità di distinguere oggetti o persone;
- B2, per atleti con campo visivo inferiore ai 5°, che sono in grado di percepire figure e riconoscere oggetti;
- B3, per atleti con campo visivo compreso tra 5° e 20°, capaci quindi di percepire le immagini[1].

Le gare sono state suddivise secondo il peso degli atleti (sette categorie maschili e sei femminili). Ognuna di esse è stata ulteriormente suddivisa in due gruppi (denominati A e B). Attraverso un sistema a eliminazione diretta si è giunti alla finale per la medaglia d'oro. In alcune competizioni è stato attuato un sistema di ripescaggio degli atleti che non hanno superato la fase iniziale, al fine di assegnare le due medaglie di bronzo; nelle rimanenti gare esse sono state assegnate ai vincitori delle semifinali

## Calendario
Tutte le fasi di ciascuna competizione si sono svolte nell'arco di una giornata.
| Uomini | 60 kg | 73 kg | 90 kg          | 7  |
| Uomini | 66 kg | 81 kg | 100 kg +100 kg | 7  |
| Donne  | 48 kg | 57 kg | 70 kg          | 6  |
| Donne  | 52 kg | 63 kg | +70 kg         | 6  |
| Totale | 4     | 4     | 5              | 13 |

|  | Finali |

## Podi

### Uomini
| Evento  | Oro                          | Argento                 | Bronzo                   |
| 60 kg   | Sherzod Namozov              | Makoto Hirose           | Alex Bologa              |
| 60 kg   | Sherzod Namozov              | Makoto Hirose           | Bolormaa Uugankhuu       |
| 66 kg   | Utkirjon Nigmatov            | Bayram Mustafayev       | Davyd Khorava            |
| 66 kg   | Utkirjon Nigmatov            | Bayram Mustafayev       | Satoshi Fujimoto         |
| 73 kg   | Ramil Gasimov                | Dmytro Solovey          | Feruz Sayidov            |
| 73 kg   | Ramil Gasimov                | Dmytro Solovey          | Nikolai Kornhass         |
| 81 kg   | Eduardo Adrian Avila Sanchez | Lee Jung-min            | Rovshan Safarov          |
| 81 kg   | Eduardo Adrian Avila Sanchez | Lee Jung-min            | Oleksandr Kosinov        |
| 90 kg   | Zviad Gogotchuri             | Oleksandr Nazarenko     | Dartanyon Crockett       |
| 90 kg   | Zviad Gogotchuri             | Oleksandr Nazarenko     | Shukhrat Boboev          |
| 100 kg  | Choi Gwang-geun              | Antonio Tenorio         | Yordani Fernandez Sastre |
| 100 kg  | Choi Gwang-geun              | Antonio Tenorio         | Shirin Sharipov          |
| +100 kg | Adiljan Tuledibaev           | Wilians Silva de Araujo | Kento Masaki             |
| +100 kg | Adiljan Tuledibaev           | Wilians Silva de Araujo | Yangaliny Jimenez        |

### Donne
| Evento | Oro                             | Argento                        | Bronzo                  |
| 48 kg  | Li Liqing                       | Carmen Brussig                 | Ecem Taşın              |
| 48 kg  | Li Liqing                       | Carmen Brussig                 | Yuliya Halinska         |
| 52 kg  | Sandrine Martinet               | Ramona Brussig                 | Cherine Abdellaoui      |
| 52 kg  | Sandrine Martinet               | Ramona Brussig                 | Sevinch Salaeva         |
| 57 kg  | Inna Cherniak                   | Lucia Da Silva Teixeira Araujo | Junko Hirose            |
| 57 kg  | Inna Cherniak                   | Lucia Da Silva Teixeira Araujo | Seo Ha-na               |
| 63 kg  | Dalidaivis Rodriguez            | Iryna Husieva                  | Jin Song-lee            |
| 63 kg  | Dalidaivis Rodriguez            | Iryna Husieva                  | Tursunpashsha Nurmetova |
| 70 kg  | Lenia Fabiola Ruvalcaba Alvarez | Alana Martins Maldonado        | Naomi Soazo             |
| 70 kg  | Lenia Fabiola Ruvalcaba Alvarez | Alana Martins Maldonado        | Gulruh Rahimova         |
| +70 kg | Yuan Yanping                    | Khayitjon Alimova              | Christella Garcia       |
| +70 kg | Yuan Yanping                    | Khayitjon Alimova              | Mesme Tasbag            |

## Medagliere
| Posizione | Paese         | Oro | Argento | Bronzo | Totale |
| --------- | ------------- | --- | ------- | ------ | ------ |
| 1         | Uzbekistan    | 3   | 1       | 6      | 10     |
| 2         | Cina          | 2   | 0       | 0      | 2      |
| 2         | Messico       | 2   | 0       | 0      | 2      |
| 4         | Ucraina       | 1   | 3       | 3      | 7      |
| 5         | Corea del Sud | 1   | 1       | 2      | 4      |
| 6         | Azerbaigian   | 1   | 1       | 1      | 3      |
| 7         | Cuba          | 1   | 0       | 2      | 3      |
| 8         | Francia       | 1   | 0       | 0      | 1      |
| 8         | Georgia       | 1   | 0       | 0      | 1      |
| 10        | Brasile       | 0   | 4       | 0      | 4      |
| 11        | Germania      | 0   | 2       | 1      | 3      |
| 12        | Giappone      | 0   | 1       | 3      | 4      |
| 13        | Stati Uniti   | 0   | 0       | 2      | 2      |
| 13        | Turchia       | 0   | 0       | 2      | 2      |
| 15        | Algeria       | 0   | 0       | 1      | 1      |
| 15        | Mongolia      | 0   | 0       | 1      | 1      |
| 15        | Romania       | 0   | 0       | 1      | 1      |
| 15        | Venezuela     | 0   | 0       | 1      | 1      |
| Totale    | Totale        | 13  | 13      | 13     | 39     |